# (12811) Rigonistern
(12811) Rigonistern (1996 CL7) – planetoida z pasa głównego asteroid okrążająca Słońce w ciągu 3,41 lat w średniej odległości 2,26 j.a. Odkryta 14 lutego 1996 roku.